# アリ・アブディ
アリ・アブディ（1993年12月20日 - ）はチュニジアのサッカー選手。ポジションはDF。SMカーン所属。

## 経歴
2011年12月25日のEGSガフサ戦でデビュー。
2019年6月24日、パリFCに移籍した。
2021年7月21日、SMカーンと2年契約を結んだ。

### 代表
2021年3月25日のリビア代表戦でA代表デビュー。

## 代表歴

### 出場大会
- チュニジア代表
  - 2022 FIFAワールドカップ

### 試合数
- 国際Aマッチ 21試合 2得点（2021年-）[5]

| チュニジア代表 | 国際Aマッチ | 国際Aマッチ |
| 年             | 出場        | 得点        |
| -------------- | ----------- | ----------- |
| 2021           | 4           | 0           |
| 2022           | 9           | 2           |
| 2023           | 8           | 0           |
| 2024           |             |             |
| 通算           | 21          | 2           |